# Crenicichla albopunctata
Crenicichla albopunctata is een straalvinnige vissensoort uit de familie van de cichliden (Cichlidae). De wetenschappelijke naam van de soort werd voor het eerst geldig gepubliceerd in 1904 door Jacques Pellegrin.